# Öxará

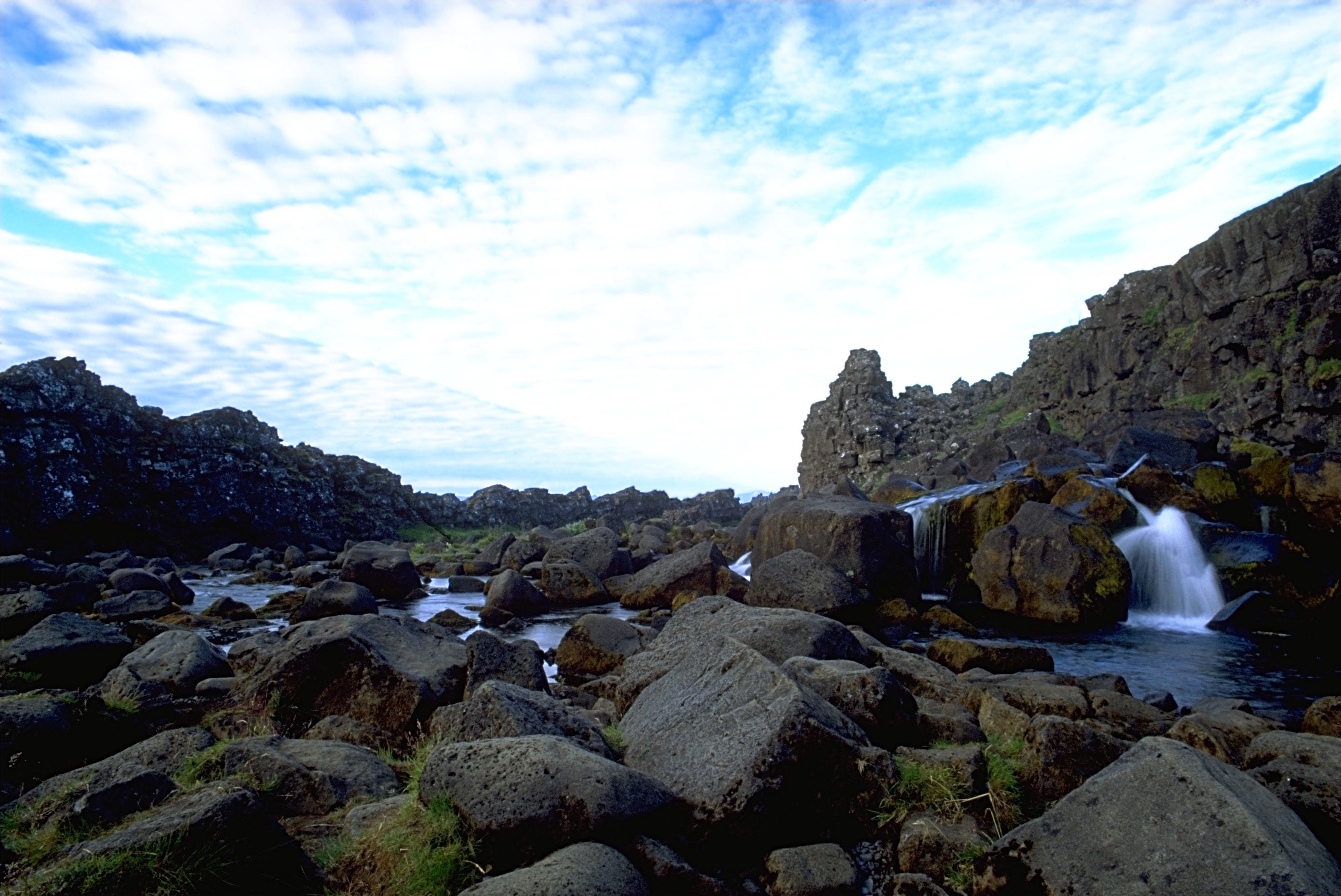
De Öxará

De Öxará (IJslands voor bijlrivier) is een rivier in het zuiden van  IJsland. De bron van de rivier ligt nabij de vulkaan Botnssúlur.  Via de 22 meter hoge waterval Öxarárfoss stroomt de Öxará bij de Allmannagjá-kloof het nationale park Þingvellir in, en mondt even verder uit in het Þingvallavatn. 